# 3053 Dresden
3053 Dresden è un asteroide della fascia principale. Scoperto nel 1977, presenta un'orbita caratterizzata da un semiasse maggiore pari a 2,3791787 UA e da un'eccentricità di 0,2061529, inclinata di 4,61122° rispetto all'eclittica.
Il nome ricorda la città tedesca di Dresda.